# Пирзада, Абдул Хафиз
Абдул Хафиз Пирзада (урду عبدالحفيظ پيرزادو‎;
24 февраля 1935, Суккур — 1 сентября 2015, Рединг, Англия, Великобритания) — пакистанский государственный и политический деятель, юрист, правовед, теоретик права, автор Конституции Пакистана 1973 года.

## Биография
Родился в семье знаменитых юристов, его дед был одним из первых мусульманских юристов в Британской Индии. Отец был федеральным министром в первом кабинете правительства Пакистана, затем в 1953 году некоторое время занимал должность главного министра Синда.
Абдул Хафиз получил юридическое образование в Линкольнс-Инн. В 1959 году открыл собственную юридическую фирму Hafeez Pirzada Law Associates в Карачи и был принят в Верховный суд страны. Свою карьеру начал в 1957 г. в высшем суде Западного Пакистана.
В 1967 году был одним из основателей Пакистанской народной партии.
На выборах 1970 года избран в Национальную ассамблею Пакистана.
С 1971 по 1977 гг. Пирзада был членом Совета министров в правительстве Зульфикара Али Бхутто . Под его контролем находились такие важные направления, как финансы, законодательство, парламентские отношения, внутренние дела и образование. В 1972 г. его выбрали президентом Конституционного комитета, под его руководством была создана новая Конституция Пакистана.
После свержения в 1977 году генералом Зия-уль-Хаком правительства Бхутто, Пирзада безуспешно пытался защитить Бхутто в уголовном процессе по обвинению в убийстве. Ненадолго возглавил Пакистанскую народную партию, но был заключён в тюрьму при режиме Зия-уль-Хака. Позже из-за разногласий с Беназир Бхутто вышел из рядов партии и из политики.
Вернулся к адвокатской практике, стал старшим адвокатом Верховного суда и одним из ведущих юристов страны. В апреле 2015 года Движение за справедливость (партия Техрик-е-Инсаф) пригласило его представлять интересы перед созданной правительством комиссии по расследованию фальсификации результатов выборов в мае 2013 года.
Умер из-за медицинских осложнений после операции на кишечнике в Англии.